# Гардене (станция)
Га́рдене (латыш. Gardene) — станция на железнодорожной линии Елгава — Лиепая в Добельской волости Добельского края Латвии.

## История
Станция была открыта 1 ноября 1930 года на участке железнодорожной линии Лиепая — Глуда, как остановочный пункт. Станционное здание, построенное в 1938 г. до наших дней (2015 г.) не сохранилось. В советское время были построены подъездные пути к топливной базе советской армии.. Станция ликвидирована после вывода советских войск из Латвии в начале 1990 гг. В документах Latvijas dzelzceļš Гардене фигурирует до сих пор (с пометкой остановочный пункт), хотя ни перронов, ни здания станции здесь нет.